# Communauté de communes du Canton de Fruges
Die Communauté de communes du Canton de Fruges war ein französischer Gemeindeverband mit der Rechtsform einer Communauté de communes im Département Pas-de-Calais in der Region Hauts-de-France. Sie wurde am 12. Dezember 1994 gegründet und umfasste 25 Gemeinden. Der Verwaltungssitz befand sich im Ort Fruges.

## Historische Entwicklung
Am 1. Januar 2017 wurde der Gemeindeverband mit der Communauté de communes du Canton d’Hucqueliers et Environs zur neuen Communauté de communes du Haut Pays du Montreuillois zusammengeschlossen.

## Ehemalige Mitgliedsgemeinden
1. Ambricourt
2. Avondance
3. Canlers
4. Coupelle-Neuve
5. Coupelle-Vieille
6. Crépy
7. Créquy
8. Embry
9. Fressin
10. Fruges
11. Hézecques
12. Lebiez
13. Lugy
14. Matringhem
15. Mencas
16. Planques
17. Radinghem
18. Rimboval
19. Royon
20. Ruisseauville
21. Sains-lès-Fressin
22. Senlis
23. Torcy
24. Verchin
25. Vincly